# Lee Kiefer
Lee Kiefer, född 15 juni 1994 i Cleveland, Ohio, är en amerikansk fäktare som tävlar i florett.

## Karriär
Kiefer har vunnit flera VM-medaljer, såväl i lag som individuellt, i florett. Vid OS 2020 tog hon hem det individuella guldet i florett. Vid OS 2024 försvarade hon guldet.
Vid VM 2025 i Tbilisi tog Kiefer guld individuellt i florett efter att ha besegrat franska Pauline Ranvier i finalen.